# 千葉県立天羽高等学校
千葉県立天羽高等学校（ちばけんりつ あまはこうとうがっこう）は、千葉県富津市数馬に所在する公立の高等学校。
略称は天羽または天高（あまこう）。

## 設置学科
- 普通科（地域連携アクティブスクール）

## アクセス
- JR内房線上総湊駅より徒歩15分

## 沿革
- 1902年 - 湊町外10ヶ町村組合立実業補習学校として設立される。
- 1906年 - 組合立天羽実業補習学校と改称。
- 1910年 - 湊町6ヶ村組合立天羽農学校に改組。
- 1911年 - 君津郡立天羽農学校に改組。
- 1923年 - 千葉県立天羽農学校に改組。同年の関東大震災で養蚕室などが倒壊した。
- 1943年 - 千葉県立天羽農学校甲種に昇格。女子部も併設された。
- 1948年 - 千葉県立天羽農業高等学校に昇格。
- 1950年 - 千葉県立天羽高等学校と改称。
- 1963年 - 農業科が廃止される。
- 1979年 - 東京湾海苔生産用具一式が有形民俗文化財に指定される。
- 2012年4月 - 普通科内に「地域連携アクティブスクール」を設置。[1]。

## 著名な出身者
- 海老原亘 - ハンマー投選手
- 綾小路翔 - 氣志團のメンバー
- 岩波重廣 - 大相撲力士（一時期だけ通学した）